# Jurek Błones

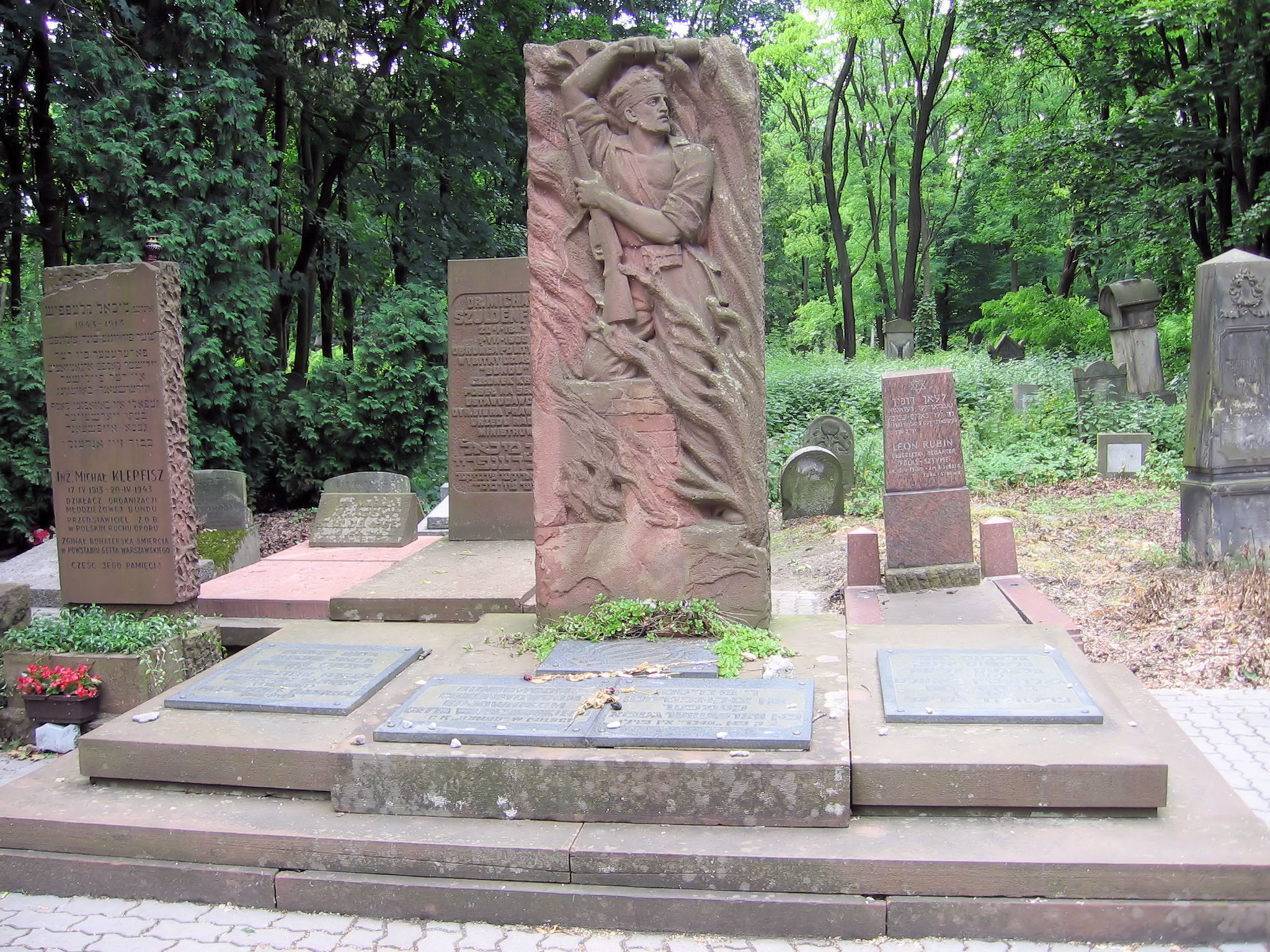
Grób Jurka Błonesa na cmentarzu żydowskim przy ulicy Okopowej w Warszawie

Jurek Błones (ur. 1924 w Warszawie, zm. 13 maja 1943 w Płudach) – żydowski działacz ruchu oporu w getcie warszawskim, uczestnik powstania w getcie warszawskim.

## Życiorys
Urodził się w Warszawie w rodzinie żydowskiej. Miał starszą siostrę Gutę i młodszego brata Eliezera (Luśka). W 1937 zmarła im matka.
Był aktywnym członkiem Socjalistiszer Kinder-Farband i Cukunftu. W 1940 wraz z najbliższą rodziną został przesiedlony do getta warszawskiego. Był członkiem Żydowskiej Organizacji Bojowej. W czasie wielkiej akcji deportacyjnej latem 1942 został wraz z młodszym bratem zabrany na Umschlagplatz. Udało im się uciec z pociągu jadącego do Treblinki i wrócić do getta. Podczas akcji deportacyjnej w styczniu 1943 przeszedł na aryjską stronę, by przyspieszyć dostawy broni. 
Podczas powstania w getcie był dowódcą jednego z czterech oddziałów bojowych Bundu walczących na terenie szopu szczotkarzy. Brał udział w obronie bunkra przy ulicy Franciszkańskiej 30.
10 maja 1943 wyszedł kanałami wraz z siostrą i bratem na aryjską stronę przy ulicy Prostej. Mieli zostać ukryci u chłopa we wsi Płudy. Zostali jednak zdradzeni przez gospodarza i aresztowani przez Niemców. Obwieziono ich po Płudach i pobliskich wsiach z hańbiącym napisem informującym, że to żydowscy bandyci. Wkrótce wszystkich zabito. Po zakończeniu wojny ich ciała zostały pochowane na cmentarzu żydowskim przy ulicy Okopowej w Warszawie (aleja główna, kwatera 12).
W 1948 pośmiertnie odznaczony Srebrnym Medalem „Zasłużonym na Polu Chwały”.

## Upamiętnienie
Jego nazwisko widnieje na tablicy pamiątkowej umieszczonej przy pomniku Ewakuacji Bojowników Getta Warszawskiego przy ulicy Prostej 51 w Warszawie.